# Миливој Николајевић
Миливој Мића Николајевић (Сремска Митровица, 24. март 1912 — Нови Сад, 27. август 1988) био је српски сликар.

## Биографија и дело
Миливој Николајевић рођен је 24. марта 1912. године у Сремској Митровица у породици уметничког столара. Основну школу је подађао у Сремској Митровици, Љубљани и Руми у градовима у којим је његов отац обављао послове. Уметничку школу (наставнички и академски одсек) похађао је у Београду од 1932. до 1939. године у класи професора Ивана Радовића, Бете Вукановић, Љубомира Ивановића, Симеона Роксандића. 1938. године један је од оснивача групе Десеторо (Љубица-Цуца Сокић, Даница Антић, Богдан Шупут, Јурица Рибар, Стојан Трумић, Алекса Челебоновић, Никола Граовац, Душан Влајић, Бора Грујић и Миливој Николајевић).
Разноврсно и богато стваралаштво Миливоја Николајевића кретало се од интимистичког израза дефинисаног у темама портрета, актова и мртвих природа тридесетих година прошлог века, преко особеног тумачења соцреалистичких тема до подручја апстракције у коју закорачује крајем педесетих година. Аутор је више од 2000 уметничких дела.
Николајевић се поред сликарства бавио и цртежом као посебном дисциплином, а међу његовим цртежима истакнуто место имају они са темом женског и мушког акта. Радио их је различитим техникама: од уља и браон креде, до туша и радова изведених комбиновањем различитих техника, али увек са тежњом да уочи особине личности које се виде из покрета тела и израза лица и да прикаже оно што је индивидуално и карактеристично за одређену фигуру. Посебно су значајни његови актови урађени пресованим угљем у природној величини, као и еротски цртежи из 50-их година.
Од 1947. године живи у Новом Саду. Током 1948. године вршилац је дужности директора Војвођанског музеја. Од 1950. године до 1976. године управник је Галерије Матице српске, када је стварана најзначајнија збирка српског сликарства 18. и 19. века. У периоду од 1952. до 1956. један је од оснивача уметничких колонија у Војводини. 1974. године учествује у оснивању Академије уметности у Новом Саду и постаје редовни професор на предмету Цртање.
Председник је Матице српске од 1979. до 1983. године. Учествује у оснивању Војвођанске академије наука и уметности, чији редовни члан постаје 1981. године.
Своје преко шест деценија дуго стваралаштво у области ликовних уметности (сликарство, цртеж, графика) представио је на преко педесет самосталних изложби у земљи и иностранству, као и на преко 400 групних изложби у иностранству и око 150 групних изложби у земљи. Стваралаштво Миливоја Николајевића награђено је свим највишим југословенским наградама у области ликовних уметности, као и свим највишим државним наградама за област ликовног стваралаштва: Октобарска награда Новог Сада (1961), Седмојулска награда (1975), Награда ослобођења Војводине (1978), Повеља града Новог Сада - Новембарска повеља (1979), Награда АВНОЈ-а (1984).
Ликовно стваралаштво Миливоја Николајевића заступљено је у свим најзначајнијим галеријама и музејима у земљи (Народни музеј, Галерија Матице српске, Галерија савремене ликовне уметности у Београду и Новом Саду) као и у многим значајним приватним збиркама у земљи и иностранству.
Једна од Николајевићевих делатности мање позната јавности, јесте његова колекционарска активност у домену малог формата који је подразумевао технике цртежа, акварела и пастела. Размењујући са својим колегама новогодишње честитке током дугог низа година, Николајевић је формирао збирку која представља интересантан увид у нашу ликовну сцену друге половине 20. века. Највећи број радова чине минијатуре наших еминентних, графичара, сликара и вајара попут Петра Лубарде, Ивана Табаковића, Пеђе Милосављевића, Цуце Сокић, Николе Граовца, Алексе Челебоновића, Бошка Петровића, Јована Солдатовића, Анкице Опрешник, Стојана Трумића, а заступљени су и словеначки аутори Јанез Берник, Андреј Јемец, Маријан Прегаљ и др. Ова вредна збирка сада је сведок о једном непознатом току наше уметности, о размени уметничких дела малог формата која је постала традиционалана, а можда највише говори о тој другој страни Николајевићеве уметничке личности, о угледу који је уживао међу својим колегама и месту које заузима у српској савременој историји уметности.
Бавио се писањем есеја, студија и огледа из области ликовних уметности, које је објединио у две објављене књиге.
Умро је у Новом Саду 1988. године.

## Технике и мотиви у раду
У свет уметничког стваралаштва ушао је као дечак чији је отац био уметнички столар и ту се сусреће са уметничким цртежом. Његов отац је радио намештај у националном стилу и Николајевић је сликао биљне орнаменте и сусреће се са првим покушајима да се савлада задата тема. Током школовања у основној школи непрестално је сликао и из овог доба су сачувани његови први цртежи који имају документарно вредност и показују рани интерес за уметност. У гимназији учећи сликање у акварелу истински је откривао свет уметности. Одлазећи у цркву он је открио иконе Уроша Предића што је јако утицало на њега. На уметничку школу уписао се 1932. године. Сећања на уметничку школу су веома позитивна и интензивна. Она крећу од тихих рећи наставнице Бете Вукановић; „допро црта“. Желео је да постане ако не Леонардо да Винчи барем као Урош Предић. На уметничкој школи учествовао је и на часовима цртања вечерњег акта и био је посебно наклоњен овом раду и ако је након завршетка студија потпуно напустио цртање актова. Из овог доба остало је и неколико његових акварела. Сликарским знањем није био задовољан и одлучио је да настави студије на Академском одсеку Ивана Радовића. Његов напредак у техници уља може се пратити на сачуваним портретима у овој техници. Након интензивнијег колорита његов колорит постаје мекши и мање снажан, постаје несталан и нежан. Из овог доба није сачуван ни једна тема из пејзажа и не зна се дали их је радио.
У време сазревања у уметничком смислу на сликарство у Србији велики утицај је имао Париз и 1937. године као студент Уметничке школе посетио је Париз са групом ђака ове школе. О дешавањима у француској уметности био је обавештен из часописа и писама својих колега који су боравили у Паризу. У тематици се појављује портрет, ентеријер, мртва природа и тек по неки пејзаж. Као већина у групи десеторице којој је припадао уклапао се у поднебље поетског реализма и интимизма. Његови ентеријери нису били углађени и биле су то скромне куће у којим се школовао. У време када је одлазио у Руму цртао је портрете своје мајке. Није био сликар идеализованога света.
Прво самосталну изложбу је направио у Руми 1934. године. Живља излагачка активност започиње 1939. године. После завршеног школовања био је везан и један од оснивача групе „десеторо“ која је окупљала најмлађу денерацију сликара. Критика је позитивно оценила наступање младих сликара.
Прво запослење је добио као учитељ вештина у Реалној гимназији у Шапцу али је по нередби министра пребачен само неколико дана после тога у мушку гимназију у Сарајеву где је наставио да слика уз рад. Ту се дружио са Богданом Шупутом али је Други светски рат раставио њигово друговање.
Страхоте рата Николајевић је забелезио само у неколико цртежа. Током рата и вероватно као последица протеривања у логор он је оболео на туберкулозу и оперисан је 1944. године. После рата Николајевић се уклучио у збивања која су била актуелна у то време. У поратном периоду он се окреће социјалистичкој тематици, слика теме из обнове земље али настаје и читав низ цртежа из сеоског живота. Николајевић постаје ангажовани сликар свога времена.
Николић је посетио Париз и после повратка из Париза Николајевић ради на свој тематском репертоару Војвођанских равница. Као новина јављају се представе река, бродова и купача у његовим радовима.
Током лета 1957. године боравио је у сликарској колонији у Ечки и ту је открио теме за своју изложбу и циклус слика „грање у води“. Његово ово визуелно откриће постало је главни мотив и могло би се рећи једини за наредних неколико година.
У познијим радовима са тематиком грања у води из 1965. – 1966. године уочавају се одређени помаци и његов начин рада постаје више сликарски и то је био наговештај новог циклуса слика „Ритмови у птостору“. Он примењује технику сликања белим тушем на црној подлози у којој линију претвара у белу обојену површину и тиме је цртеж претворио у слику. Радови у техници тонираних тушева су у почетку били мањих формата али се касније одлучивао и за веће формате својих радова.
Почетком осамдесетих година Николајевић се враћа техници чртежа. Када настајесерија редова са тематиком Ритмова у простору. Након овог циклуса започиње нови циклус 1986. године Кретање простором у коме није устрајао и овим радовима се завршава његов опус.

## Награде и одликовања
- 1940. Награда фонда Ђурице Ђорђевића (Реоград)
- 1949. Награда Владе НР Србије за рад на цртежу (Београд)
- 1950. Награда ИВ АП Војводине за мапу цртеже Са села (Нови Сад)
- 1961. Октобарска награда града Новог Сада (Нови Сад)
- 1963. III. Награда за цртеж на ликовној јесени савременог југословенског цртеже (Сомбор)
- 1964. II. Награда за акварел на ликовној јесени (Сомбор)
- 1965.
  - Награда НИП Форум (Нови Сад)
  - Откупна награда КЦ Београд на XII октобарском салону (Београд)
- 1966. 
  - Орден заслуга за народ са сребрним зрацима (Београд)
  - Награда за сликарство на VII. октобарском салону (Београд)
- 1968. Посебно произање жирија на I загребачкој изложби југословенског цртеже (Загреб)
- 1970.
  - Награда Политике Владимир Рибникар (Београд)
  - Откупна награда Кабинете графике ЈАЗУ (Сомбор)
  - Тријенале савременог југослованског цртеже (Сомбор)
  - Откупна награда СИЗ-а Бање Луке на интернационалном салону у Бањој Луци (Бања Лука)
- 1978. Награда Ослобођења Војводине (Нови Сад)
- 1979.
  - Новембарска повеља града Новог Сада (Нови Сад)
  - Откупна награда на бијеналу акварела Југославије (Сремски Карловци)
- 1982. награда за сликарство на XI новосадском салону (Нови Сад)
- 1984. Награда АВНОЈ-а (Београд)